# Холмищи
Холмищи — село Ульяновского района Калужской области России. Входит в состав сельского поселения «Село Ульяново».

## История
Село известно с XVII века в 1678 году в составе Дудинской дворцовой волости. насчитывалось дворов 73 и являлось селом бортного типа. Имеются документальные сведения о приобретении холмищенских земель графом Никитой Моисеевичем Зотовым, первым учителем, наставником Петра Великого.
В 1777 году село Холмищи входило в состав Жиздринского уезда Калужского наместничества.
В 1822 году помещиком Демидовым была построена каменная церковь с колокольней купола покрыты железом.
По состоянию на 1859 год село значилось владельческим в близ Козельского и Сухиничского трактов при речке Холменка. В 104 дворах проживало 397 душ мужского и 411 женского пола.
После реформ 1861 года село стало административным центром новообразованной Холмищенской волости. На 1880 год в ней было 148 дворов и проживало 899 человек. Имелись православная церковь с часовней, школа, 3 лавки постоялый двор, мельница, винокуренный и детярный заводы. В четырёх верстах от села располагались кирпичный завод и 2 торжища.
В 1892 году в 395 дворах проживало 2024 души мужского и 2142 женского пола. По данным переписи 1897 года население деревни составляло 1177 человек.